# Soulquarians
Soulquarians est un collectif de hip-hop et neo soul américain  dont les membres viennent de Philadelphie, Détroit, Richmond, Chicago, Dallas, et Oakland. Le collectif se forme vers la fin des années 1990, produisant un nombre élevé d'albums acclamés par la critique. Auparavant, les Soulquarians Common, Blackstar (Talib Kweli et Mos Def) et Q-Tip étaient membres de Native Tongues Posse,.

## Biographie
Le nom du collectif est dérivé d'un des signes astrologiques que partagent beaucoup de ses membres, à savoir le signe du verseau (Aquarius en anglais). Les membres fondateurs, Questlove des Roots, D'Angelo, James Poyser et J Dilla arrivèrent ensemble après avoir découvert qu'ils avaient un intérêt commun pour le non conventionnel : beats décalés, accords irréguliers et d'autres spécificités musicales souvent appréciées et utilisées sur la scène urban underground. À peu près au même moment, une complicité se crée entre D'Angelo et le bassiste gallois Pino Palladino notamment concernant leur amour de Motown et de la musique soul. Bien qu'il ne soit jamais devenu un membre officiel des Soulquarians, Palladino est rapidement très actif dans le projet, participant à la majeure partie de leurs albums. En revanche, il devient membre du groupe The Soultronics qui participa à la tournée de D'Angelo lors de la sortie de son album Voodoo.
Étant un collectif, ils tenaient une liste tournante de membres, incluant notamment Common, Mos Def, Talib Kweli, Q-Tip, Erykah Badu, Bilal et Raphael Saadiq.  En 2003, Questlove statue définitivement sur le fait qu'il n'y aurait jamais d'albums des Soulquarians. Ceci est interprété comme une dislocation silencieuse du collectif. Cependant lors d'une interview, Common confirma que le collectif continuait à exister.

## Membres
- Questlove – batterie, claviers, production, percussion
- Bilal – chant
- Common – chant
- Roy Hargrove (décédé) – trompette, bugle
- Erykah Badu – chant, production
- D'Angelo – chant, guitare, claviers, production
- James Poyser – claviers, production
- Mos Def – chant
- Q-Tip – chant, production
- Talib Kweli – chant
- Pino Palladino – guitare basse
- J Dilla (décédé)[5] – chant, production

## Discographie
- 1999 : Things Fall Apart des Roots
- 2000 : Voodoo de D'Angelo
- 2000 : Like Water For Chocolate de Common
- 2000 : Mama's Gun d'Erykah Badu
- 2001 : 1st Born Second de Bilal
- 2002 : Phrenology des Roots
- 2002 : Electric Circus de Common